# ECE-Regelungen
Das Übereinkommen über die Annahme einheitlicher Bedingungen für die Genehmigung der Ausrüstungsgegenstände und Teile von Kraftfahrzeugen (Motorfahrzeugen) und über die gegenseitige Anerkennung der Genehmigung (alternativ: Übereinkommen über die Annahme [einheitlicher/harmonisierter] technischer Vorschriften für Radfahrzeuge, Ausrüstungsgegenstände und Teile, die in Radfahrzeuge[(n)] eingebaut [und/]oder [dafür] verwendet werden können, und die Bedingungen für die gegenseitige Anerkennung von Genehmigungen, die nach diesen [Vorschriften/Regelungen] erteilt wurden; kurz auch Genfer Übereinkommen vom 20. März 1958) ist ein wichtiges Regelwerk der Wirtschaftskommission der Vereinten Nationen für Europa (United Nations Economic Commission for Europe, UNECE oder UN/ECE), um technische Hemmnisse für den internationalen Handel abzubauen. Es wurde 1995 neu gefasst, dabei spricht man vom Geänderten Übereinkommen von 1958.
Zentraler Inhalt ist eine unter den Vertragsparteien anerkannte Typgenehmigung für Rad-Straßenfahrzeuge und ihre Komponenten, die Typ[en]genehmigung nach einer UN-Regelung, kurz UNECE-Typ[en]genehmigung (auch ECE-Typ[en]genehmigung, UN-Typ[en]genehmigung).
Die dem Übereinkommen vom 20. März 1958 angeschlossenen Regelungen (auch dem 1958er-Übereinkommen angeschlossene Regelungen, Regelungen der Wirtschaftskommission für Europa der Vereinten Nationen, kürzer UN/ECE-Regelungen, UNECE-, ECE-Regelungen, UN-Regelungen bezeichnet) enthalten technische Vorschriften, Prüfverfahren, die genaueren Bedingungen für die Typgenehmigung, sowie Genehmigungszeichen (ECE-Prüfzeichen) und Bedingungen für die Gewährleistung der Übereinstimmung der Produktion. Die Bezeichnung einer einzelnen Regelung beginnt immer mit den Worten: „Regulation No. …“.

## Grundlagen
Die UNECE in Genf, Teil des United Nations Economic and Social Council (ECOSOC), arbeitet seit Ende der 1950er-Jahre an der grenzübergreifenden Harmonisierung von technischen Regelungen.
Dazu wurde am 20. März 1958 ein Abkommen auf die Wege gebracht, das im Laufe der folgenden Jahrzehnte von zahlreichen Staaten angenommen wurde. Es wurde mit Wirkung vom 16. Oktober 1995 geändert
Dieses Übereinkommen hat über 60 Vertragsparteien, einschließlich der Europäischen Union, ** über die das Abkommen 2007 auch in jenen ihrer Mitgliedstaaten gültig ist, die nicht selbst Vertragspartei des Abkommens sind (seinerzeit Irland, Zypern und Malta). Da Genehmigungen jedoch nicht von der Europäischen Union selbst, sondern von ihren Mitgliedstaaten erteilt werden und diese dabei ihre jeweils eigene Kennzahl des Landes verwenden, wurden auch diesen Mitgliedstaaten der Europäischen Union Landeskennzahlen zugeteilt. Die Signatarstaaten gehen dabei weit über den Bereich der Europäischen Union und sogar Europas hinaus. So gehören z. B. auch Aserbaidschan, Australien, Japan, Kasachstan, Malaysia, Neuseeland, Südafrika, Südkorea, Thailand und Tunesien dazu.
Mit diesem Übereinkommen wird auf internationaler Ebene der Erlass einheitlicher technischer Vorschriften, vor allem für Kraftfahrzeuge und Anhänger, Ausrüstungsgegenstände und Teile, die in Radfahrzeuge eingebaut und/oder verwendet werden können, sowie die gegenseitige Anerkennung und Zulassung durch die Vertragsparteien des Übereinkommens möglich. Dies soll vor allem Schranken im Handel abbauen. Seit 1958 wurden auf der Grundlage des Übereinkommens über einhundert dem Übereinkommen angeschlossene Regelungen festgesetzt. Die Regelungen sind Empfehlungen, die von den jeweiligen Vertragsstaaten in ihr nationales Recht integriert werden können. Die EU kann dem Übereinkommen angeschlossenen Regelungen auch für alle Mitgliedstaaten der Europäischen Union annehmen. In diesem Fall bedarf es keines zusätzlichen Rechtsaktes, mit dem diese Regelungen beziehungsweise Änderungen von Regelungen in nationales Recht übernommen werden.
Die meisten dieser dem Übereinkommen angeschlossenen Regelungen sind von einer großen Mehrheit der Vertragsparteien angenommen und jeweils in nationales Recht integriert. Sie erfassen die meisten Teile und Ausrüstungen von Kraftfahrzeugen, die für die Erteilung einer Betriebserlaubnis von Belang sind. Entsprechend dem technischen Fortschritt werden die Regelungen ständig angepasst.
Viele Länder, selbst wenn sie nicht offizielle Vertragsparteien sind, erkennen die UN/ECE-Typgenehmigung an und erlauben den Gebrauch und Import von Fahrzeugen und Teilen, die gemäß UN/ECE-Regelungen typgeprüft wurden.
Angeschlossen ist der Prozess der ECE-Homologation, der bedeutet, dass eine Typgenehmigung in einem der Beitrittsstaaten automatisch in allen anderen Beitrittsstaaten anzuerkennen ist.
Heute ist ein Prozess zur Erweiterung des Abkommens in Gang, der eine weitergehende Internationale Gesamtfahrzeug-Typengenehmigung (International Whole Vehicle Type Approval, IWVTA) erarbeiten soll. Das findet zwischen Europa, Japan und Russland im Rahmen des World Forum for the harmonization of vehicle regulations (WP.29) des Inland Transport Committees (ITC) der UNECE statt.

## Liste der Vertragsparteien

Teil eines Genehmigungszeichens, wie es in den dem Übereinkommen vom 20. März 1958 angeschlossenen Regelungen beschrieben ist und bei der Erteilung einer Typgenehmigung nach einer Regelung zugeteilt wird. Hier mit der Landeskennzahl „1“, die für Deutschland steht. Ein vollständiges Genehmigungszeichen besteht aus dem oben abgebildeten Kreis mit Inhalt; in dessen Nähe die Genehmigungsnummer sowie gegebenenfalls auch die Nummer der internationalen Vereinbarung mit dem Buchstaben „R“ und gegebenenfalls zusätzliche Zeichen stehen. Es ist dafür vorgesehen an Radfahrzeugen, Ausrüstungsgegenständen und Teilen angebracht zu werden.

Kz. = Kennzahl des Landes und Vertragspartei (Stand: 28. Februar 2020)
| Kz. | Vertragspartei         |
| --- | ---------------------- |
| 1   | Deutschland            |
| 2   | Frankreich             |
| 3   | Italien                |
| 4   | Niederlande            |
| 5   | Schweden               |
| 6   | Belgien                |
| 7   | Ungarn                 |
| 8   | Tschechien             |
| 9   | Spanien                |
| 10  | Serbien                |
| 11  | Vereinigtes Königreich |
| 12  | Österreich             |
| 13  | Luxemburg              |
| 14  | Schweiz                |
| 15  | ehemals DDR            |
| 16  | Norwegen               |
| 17  | Finnland               |
| 18  | Dänemark               |
| 19  | Rumänien               |
| 20  | Polen                  |

| Kz. | Vertragspartei          |
| --- | ----------------------- |
| 21  | Portugal                |
| 22  | Russland                |
| 23  | Griechenland            |
| 24  | Irland *                |
| 25  | Kroatien                |
| 26  | Slowenien               |
| 27  | Slowakei                |
| 28  | Belarus                 |
| 29  | Estland                 |
| 30  | Moldau                  |
| 31  | Bosnien und Herzegowina |
| 32  | Lettland                |
| 33  | …                       |
| 34  | Bulgarien               |
| 35  | Kasachstan              |
| 36  | Litauen                 |
| 37  | Türkei                  |
| 38  | …                       |
| 39  | Aserbaidschan           |
| 40  | Nordmazedonien          |

| Kz. | Vertragspartei       |
| --- | -------------------- |
| 41  | …                    |
| 42  | Europäische Union ** |
| 43  | Japan                |
| 44  | …                    |
| 45  | Australien           |
| 46  | Ukraine              |
| 47  | Südafrika            |
| 48  | Neuseeland           |
| 49  | Zypern *             |
| 50  | Malta *              |
| 51  | Südkorea             |
| 52  | Malaysia             |
| 53  | Thailand             |
| 54  | Albanien             |
| 55  | …                    |
| 56  | Montenegro           |
| 57  | San Marino           |
| 58  | Tunesien             |
| 59  | …                    |
| 60  | Georgien             |

| Kz. | Vertragspartei |
| --- | -------------- |
| 61  | …              |
| 62  | Ägypten        |
| 63  | Nigeria        |
| 64  | Pakistan       |
| 65  | Uganda         |

## Typgenehmigungskennzeichnung (ECE-Prüfzeichen)
An jedem Ausrüstungsgegenstand und jedem Teil, für das aufgrund des Übereinkommens und der dem Übereinkommen angeschlossenen Regelungen eine Genehmigung erteilt wurde, ist das in der jeweils angewendeten Regelung beschriebene Genehmigungszeichen (Genehmigungszeichen nach einer dem Übereinkommen vom 20. März 1958 angeschlossenen Regelung, kurz ECE-Prüfzeichen) anzubringen, das aus einem Kreis besteht; in dessen Innerem sich der Buchstabe „E“ und die Kennzahl des Landes befinden, das die Genehmigung erteilt hat, sowie aus der Genehmigungsnummer in der Nähe dieses Kreises, gegebenenfalls aus der Nummer der internationalen Vereinbarung mit dem Buchstaben „R“ und gegebenenfalls aus zusätzlichen Zeichen (Beispiele: „E 1“ für Deutschland, „E 58“ für Tunesien).

## Verwaltungsausschuss
Der Verwaltungsausschuss des Abkommens, der die einzelnen Regelungen erarbeitet, besteht aus Vertretern aller Vertragsparteien und tagt unter der Schirmherrschaft der UNECE
De facto ist der Verwaltungsausschuss des Abkommens innerhalb der Struktur der UNECE organisatorisch beim WP.29 angesiedelt.

## Liste der dem Übereinkommen vom 20. März 1958 angeschlossenen Regelungen
lt. ANHANG IV – Verzeichnis der verbindlichen UNECE-Regelungen Verordnung (EG) Nr. 661/2009 (Regelungen in kursiver Schrift sind nicht im Anhang enthalten)
- R 1 Kraftfahrzeugscheinwerfer für asymmetrisches Abblendlicht und/oder Fernlicht, die mit Glühlampen der Kategorie R2 und/oder HS1 ausgerüstet sind
- R 2 –
- R 3 Retroreflektierende Einrichtungen für Kraftfahrzeuge
- R 4 Beleuchtungseinrichtungen für das hintere Kennzeichenschild von Kraftfahrzeugen und ihren Anhängern
- R 5 Sealed-Beam-Scheinwerfer für Kraftfahrzeuge (SB-Scheinwerfer) für europäisches asymmetrisches Abblendlicht oder Fernlicht oder für beides
- R 6 Fahrtrichtungsanzeiger für Kraftfahrzeuge und ihre Anhänger
- R 7 Begrenzungsleuchten, Schlussleuchten, Bremsleuchten und Umrissleuchten für Kraftfahrzeuge und ihre Anhänger
- R 8 Halogen-Scheinwerfer (H1, H2, H3, HB3, HB4, H7, H8, H9, HIR1, HIR2 und/oder H11) für Kraftfahrzeuge
- R 9 Einheitliche Bedingungen für die Genehmigung von Fahrzeugen der Klassen L2, L4 und L5 hinsichtlich der Geräuschemissionen
- R 10 Elektromagnetische Verträglichkeit (Funkentstörung)
- R 11 Türschlösser und Türaufhängungen
- R 12 Schutz des Fahrzeugführers vor der Lenkanlage bei Unfallstößen
- R 13 Bremsen von Fahrzeugen und Anhängern
- R 13-H Bremsen von Fahrzeugen der Klassen M1 und N1
- R 14 Sicherheitsgurtverankerungen, ISOFIX-Verankerungssysteme und Verankerungen für den oberen ISOFIX-Haltegurt
- R 15 (ersetzt durch R 83)
- R 16 Sicherheitsgurte, Rückhaltesysteme, Kinder-Rückhaltesysteme und ISOFIX-Kinder-Rückhaltesysteme
- R 17 Sitze, ihre Verankerungen und Kopfstützen
- R 18 Sicherung von Kraftfahrzeugen gegen unbefugte Benutzung
- R 19 Nebelscheinwerfer für Kraftfahrzeuge
- R 20 Kraftfahrzeugscheinwerfer mit Halogenglühlampen (H4-Lampen) für asymmetrisches Abblendlicht und/oder Fernlicht
- R 21 Innenausstattung
- R 22 Schutzhelme
- R 23 Rückfahrscheinwerfer für Kraftfahrzeuge und ihre Anhänger
- R 24 Emission aus Dieselmotoren
- R 25 In Fahrzeugsitze einbezogene und nicht einbezogene Kopfstützen
- R 26 Vorstehende Außenkanten
- R 27 Warndreiecke
- R 28 Vorrichtungen für Schallzeichen / Schallzeichen
- R 29 Schutz der Insassen des Fahrerhauses von Nutzfahrzeugen
- R 30 Luftreifen für Kraftfahrzeuge und ihre Anhänger (Klasse C1)
- R 31 Sealed-Beam-Halogenscheinwerfereinheit (HSB) für Kraftfahrzeuge für asymmetrisches Abblendlicht und/oder Fernlicht
- R 32 Heckaufprall-Struktur
- R 33 –
- R 34 Verhütung von Brandgefahren (Behälter für flüssigen Kraftstoff)
- R 35 Anordnung der Fußbedienteile
- R 36 Bau von Fahrzeugen des öffentlichen Verkehrs
- R 37 Glühlampen zur Verwendung in genehmigten Scheinwerfern und Leuchten von Kraftfahrzeugen und ihren Anhängern
- R 38 Nebelschlussleuchten für Kraftfahrzeuge und ihre Anhänger
- R 39 Geschwindigkeitsmesseinrichtung einschließlich ihres Einbaus
- R 40 Abgase von Krafträdern
- R 41 Geräuschemissionen von Krafträdern
- R 42 Front- und Heck-Sicherheitseinrichtungen
- R 43 Sicherheitsverglasungswerkstoffe
- R 44 Rückhalteeinrichtungen für Kinder in Kraftfahrzeugen („Kinder-Rückhalte-System“)
- R 45 Scheinwerfer-Reinigungseinrichtungen
- R 46 Einrichtungen für indirekte Sicht und ihre Anbringung
- R 47 Abgase von Mopeds
- R 48 Anbau der Beleuchtungs- und Lichtsignaleinrichtungen an Kraftfahrzeugen
- R 49 Emissionen von Selbstzündungsmotoren und von mit Erdgas oder Flüssiggas betriebenen Fremdzündungsmotoren
- R 50 Beleuchtung von Krafträdern
- R 51 Geräuschemissionen von Fahrzeugen der Klassen M und N
- R 52 Busse mit geringer Sitzplatzzahl
- R 53 Beleuchtung/Lichtsignaleinrichtung von Motorrädern
- R 54 Luftreifen für Nutzfahrzeuge und ihre Anhänger
- R 55 Mechanische Verbindungseinrichtungen für Fahrzeugkombinationen
- R 56 Scheinwerfer für Mopeds
- R 57 Scheinwerfer für Motorräder
- R 58 Einrichtungen für den hinteren Unterfahrschutz und ihr Anbau; hinterer Unterfahrschutz
- R 59 Ersatz-Auspufftopf-Systeme bzw. Ersatz-Schalldämpfer-Systeme
- R 60 Kontrolleinrichtungen für Motorräder/Mopeds
- R 61 Außen vorstehende Teile vor der Führerhausrückwand von Nutzfahrzeugen
- R 62 Sicherung gegen unbefugte Benutzung bei Krafträdern
- R 63 Einheitliche Bedingungen für die Genehmigung von Fahrzeugen der Klasse L1 hinsichtlich der Geräuschemissionen
- R 64 Komplettnotrad, Notlaufreifen/Notlaufsystem und Reifendrucküberwachungssystem
- R 65 Kennleuchten für blaues und gelbes Blinklicht
- R 66 Festigkeit des Aufbaus von Kraftomnibussen
- R 67 Spezialausrüstung für Fahrzeuge (mit Flüssiggas betrieben)
- R 68 Messung bauartbedingter Höchstgeschwindigkeit von Kfz
- R 69 Hintere Kennzeichnung langsam fahrender Fahrzeuge
- R 70 Hintere Kennzeichnung schwerer und langer Fahrzeuge
- R 71 Sichtfeld bei landwirtschaftlichen Zugmaschinen
- R 72 Halogenscheinwerfer für Krafträder (HS1-Lampen)
- R 73 Seitenschutz von Lastkraftwagen, Anhängern und Sattelanhängern
- R 74 Installation von Beleuchtungseinrichtungen bei Mopeds
- R 75 Luftreifen für Fahrzeuge der Klasse L
- R 76 Scheinwerfer für Mopeds – Fern- und Abblendlicht
- R 77 Parkleuchten für Kraftfahrzeuge
- R 78 Bremsanlagen für Krafträder
- R 79 Lenkanlagen
- R 80 Sitze von Kraftomnibussen
- R 81 Rückspiegel von Zweirädern
- R 82 Halogenscheinwerfer für Mopeds (HS2-Lampen)
- R 83 Emissionen von Fahrzeugen der Klassen M1 und N1
- R 84 Messung Kraftstoffverbrauch von Pkw mit Verbrennungsmotoren
- R 85 Messung der Nutzleistung
- R 86 Anbau der Beleuchtungs-/Lichtsignaleinrichtungen an land- oder forstwirtschaftlichen Zugmaschinen
- R 87 Tagfahrlicht für Kraftfahrzeuge
- R 88 Retroreflektierende Reifen für zweirädrige Fahrzeuge
- R 89 Geschwindigkeitsbegrenzungseinrichtungen
- R 90 Ersatz-Bremsbelag-Einheiten und Ersatz-Trommelbremsbeläge für Kraftfahrzeuge und ihre Anhänger
- R 91 Seitenmarkierungsleuchten für Kraftfahrzeuge und ihre Anhänger
- R 92 Einheitliche Bedingungen für die Genehmigung von nicht originalen Austauschschalldämpferanlagen (NORESS) für Fahrzeuge der Klassen L1, L2, L3, L4 und L5 hinsichtlich der Geräuschemissionen
- R 93 Einrichtungen für den vorderen Unterfahrschutz und ihr Anbau; vorderer Unterfahrschutz
- R 94 Schutz der Insassen bei einem Frontalaufprall
- R 95 Schutz der Insassen bei einem Seitenaufprall
- R 96 Dieselemissionen von landwirtschaftlichen Zugmaschinen
- R 97 Fahrzeug-Alarmsysteme
- R 98 Kfz-Scheinwerfer mit Gasentladungslichtquellen
- R 99 Gasentladungslichtquellen für genehmigte Gasentladungsleuchteinheiten in Kraftfahrzeugen
- R 100 Elektrische Sicherheit
- R 101 Messung CO2- und Kraftstoffverbrauch
- R 102 Kurzkupplungseinrichtung; Anbau eines genehmigten Typs einer Kurzkupplungseinrichtung
- R 103 Austauschkatalysatoren
- R 104 Retroreflektierende Markierungen an schweren und langen Fahrzeugen
- R 105 Fahrzeuge für den Transport gefährlicher Güter
- R 106 Luftreifen für landwirtschaftliche Fahrzeuge
- R 107 Fahrzeuge der Klassen M2 und M3
- R 108 Runderneuerte Reifen für Kraftfahrzeuge und ihre Anhänger
- R 109 Runderneuerte Reifen für Nutzfahrzeuge und ihre Anhänger
- R 110 Spezielle Bauteile für komprimiertes Erdgas
- R 111 Kippstabilität von Tankfahrzeugen
- R 112 Kraftfahrzeugscheinwerfer für asymmetrisches Abblendlicht und/oder Fernlicht, die mit Glühlampen und/oder LED-Modulen ausgerüstet sind
- R 113 Scheinwerfer – symmetrisches Licht
- R 114 Austausch-Airbagsysteme
- R 115 Nachrüstsysteme für Flüssiggas und Erdgas
- R 116 Sicherung von Kraftfahrzeugen gegen unbefugte Benutzung
- R 117 Reifen — Rollgeräuschemissionen, Haftung auf nassen Oberflächen und Rollwiderstand (Klassen C1, C2 und C3)
- R 118 Feuerbeständigkeit von in Bussen verwendeten Werkstoffen
- R 119 Abbiegescheinwerfer
- R 120 Nutzleistung von Zugmaschinen sowie mobilen Maschinen und Geräten
- R 121 Anordnung und Kennzeichnung der Handbetätigungseinrichtungen, Kontrollleuchten und Anzeiger
- R 122 Heizungssysteme von Fahrzeugen
- R 123 Adaptive Frontbeleuchtungssysteme (AFS) für Kraftfahrzeuge
- R 124 Nachrüsträder
- R 125 Sichtfeld des Fahrzeugführers nach vorn
- R 126 Trennvorrichtungen
- R 127 Fußgängerschutz
- R 128 Leuchtdioden-Lichtquellen (LED-Lichtquellen)
- R 129 Verbesserte Kinderrückhaltesysteme
- R 130 Spurhaltewarnsystem
- R 131 Notbremsassistenzsysteme (AEBS)
- R 132 Retrofit-Emissions-Überwachungsgeräte (REC)
- R 133 Recycling von Kraftfahrzeugen
- R 134 Sicherheit von Wasserstoff (Hydrogen- und Fuel Cell-Fahrzeuge)
- R 135 Pfahl-Seitenaufprall
- R 136 Krafträder mit Elektroantrieb
- R 137 Frontalaufprall mit Schwerpunkt auf Rückhaltesystemen
- R 138 Geräuscharme Straßenfahrzeuge hinsichtlich ihrer verringerten Hörbarkeit
- R 139 Bremsassistenzsysteme (BAS)
- R 140 Elektronisches Fahrdynamik-Regelsystem (ESC)
- R 141 Reifendrucküberwachungssystem (RDKS)
- R 142 Montage von Reifen
- R 143 Nachrüstung Zweistoff-Systeme für Motoren in schweren Nutzfahrzeugen
- R 144 Unfallnotruf-Systeme (Accident Emergency Call Systems – AECS)
- R 145 Verankerungen von Kinderrückhaltesystemen
- R 146 Wasserstoff- und Brennstoffzellen-Fahrzeuge der EG-Fahrzeugklasse L
- R 147 Mechanische Kupplungskomponenten für Kombinationen von landwirtschaftlichen Fahrzeugen
- R 148 Lichtsignaleinrichtungen
- R 149 Einrichtungen zur Fahrbahnausleuchtung
- R 150 Retro-reflektierende Einrichtungen
- R 151 Blind Spot Information System for the Detection of Bicycles
- R 152 Advanced Emergency Braking System (AEBS)
- R 153 Fuel system integrity and electric power train safety at rear-end collision
- R 154 Worldwide harmonized Light vehicles Test Procedure (WLTP)
- R 155 Cyber security and cyber security management system
- R 156 Software update and software update management system
- R 157 Automated Lane Keeping Systems (ALKS)
- R 158 Devices for means of rear visibility or detection
- R 159 Moving Off Information System (MOIS)
- R 160 Event Data Recorder (EDR)
- R 161 Devices against unauthorized use
- R 162 Immobilizers
- R 163 Vehicle alarm systems

Quelle: UNECE Regulations in the area of vehicle approval.

## Rechtsquellen
(Hinweis: nur die von der UNECE verabschiedeten Originalfassungen sind international rechtsverbindlich)
- EU-Fassung: OJ L 274, 11. Oktober 2016, S. 4–30 (Revision 3, deutsch; EUR-Lex).
- Deutschland: In Gesetz zur Revision des Übereinkommens vom 20. März 1958 über die Annahme einheitlicher Bedingungen für die Genehmigung der Ausrüstungsgegenstände und Teile von Kraftfahrzeugen und über die gegenseitige Anerkennung der Genehmigung BGBl. 1997 II S. 998 ff (PDF-Datei, 1,99 MB; ursprünglichen Fassung BGBl. 1965 II S. 857).
- Österreich: Ausrüstungsgegenstände, Teile von Kraftfahrzeugen – Genehmigung. BGBl. Nr. 177/1971 (Übersetzung, ris-bka)
- Schweiz: SR 0.741.411 (Übersetzung, admin.ch).